# Gerdi Jacobs
Gerdi Jacobs, född 1909 i Riga, död 2001, var en norsk målare och grafiker, bosatt i Norge från 1932. Hennes arbeten är ofta myllrande figurrika, som Nasjonalmuseets/Nasjonalgalleriets Teltby (1964) med en drömaktig omformning av verkligheten.